# اندیس قلعه نوپ
قلعه نوپ یک اندیس فلزی است که در حوالی شهر بافت استان کرمان قرار دارد و مادهٔ معدنی موجود در آن، طلا است.